# Madera periódico clandestino
Madera, periódico clandestino (1974-1981) fue un periódico revolucionario, órgano de la Liga Comunista 23 de Septiembre. Tomó el nombre de "Madera" en conmemoración del evento del 23 de septiembre de 1965 cuando el grupo guerrillero encabezado por Arturo Gámiz, Pablo Gómez y Salvador Gaytán realizó el asalto al Cuartel Militar de Ciudad Madera en Chihuahua.  Sus 58 ejemplares fueron publicados durante el decenio de los setenta y principios de los años ochenta. Consistía tanto de notas nacionales como internacionales. Su tiraje de imprenta llegó a ser de hasta 70 mil ejemplares, ya que su distribución era a nivel nacional. 

## Historia
La elaboración del periódico Madera se inicia entre enero y julio de 1972, con tres números mimeografiados previos a la constitución de la Liga Comunista 23 de Septiembre, elaborados por el grupo de los Procesos. Estos documentos fueron los que empezaron a dar cohesión política en las discusiones de los distintos grupos que integraron la Organización Partidaria. En el año de 1973, ya como Liga, se publicaron los periódicos Madera números tres bis y el cuatro, al conjunto de estos documentos se les conoce como los Maderas Viejos.

## Ideología
Periódico elaborado desde la clandestinidad por la Liga Comunista 23 de Septiembre buscaba sumar simpatizantes y pretendía que eventualmente se organizaran en las filas de la Liga o que fueran sensibles a las orientaciones políticas de la organización, para ir trabajando en la construcción de la revolución socialista. El periódico se elaboraba y distribuía, con riesgo de perder la vida.
Durante la lucha de la policía política (Dirección Federal de Seguridad) en contra de la Liga, buscaron ubicar los centros de impresión de Madera para impedir su distribución y desarticular a la organización.